# Agnieszka Orzelska-Stączek
Agnieszka Jolanta Orzelska-Stączek – polska politolożka, doktor habilitowana nauk humanistycznych, profesor instytutu w Instytucie Studiów Politycznych Polskiej Akademii Nauk (ISP PAN). Specjalistka w zakresie stosunków międzynarodowych, w szczególności polityki zagranicznej Polski. 

## Kariera naukowa
Uzyskała dwa dyplomy magisterskie w dziedzinie stosunków międzynarodowych - w ramach Polsko-Francuskiego Programu Studiów Europejskich, realizowanego przez Szkołę Główną Handlową oraz paryski Sciences Po (1998), a także w Instytucie Stosunków Międzynarodowych Uniwersytetu Warszawskiego (1999). 
W 1999 r. rozpoczęła pracę w ISP PAN, gdzie była zatrudniona najpierw jako asystent, a następnie adiunkt. W dniu 6 grudnia 2002 r. uzyskała w tymże instytucie stopień doktora nauk humanistycznych w dyscyplinie nauk o polityce na podst. pracy Wpływ konfliktu w byłej Jugosławii na stosunki Stanów Zjednoczonych z Unią Europejską (1990-1995), której promotorem był Wojciech Roszkowski i która została wyróżniona Nagrodą Prezesa Rady Ministrów. W latach 2004–2005 była stypendystką Fundacji na Rzecz Nauki Polskiej. 24 lutego 2012 uzyskała w ISP PAN stopień doktora habilitowanego nauk humanistycznych w dyscyplinie nauk o polityce na podst. dorobku naukowego i rozprawy Polityka zagraniczna Polski wobec wybranych rozbieżności w stosunkach transatlantyckich (1989-2004). W tym samym roku została awansowana w strukturach ISP PAN na stanowisko profesora nadzwyczajnego (od 2018 r. profesora instytutu). Należy do zespołu Zakładu Europy Środkowo-Wschodniej i Badań Postsowieckich ISP PAN.  
W latach 2012–2018 wykładała na Uczelni Łazarskiego, gdzie była profesorem nadzwyczajnym na Wydziale Ekonomii i Zarządzania.